# مركز فضاء

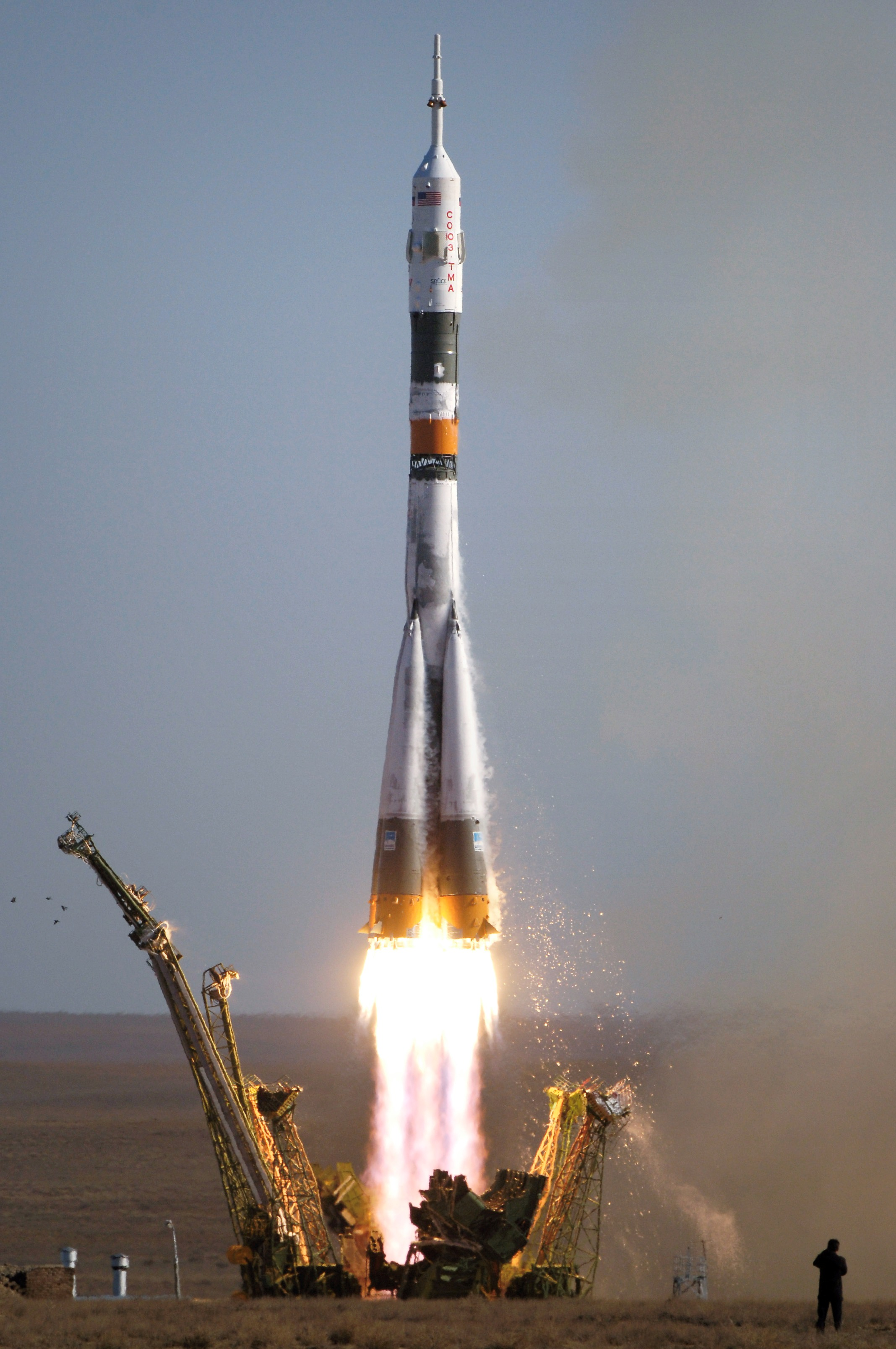
إطلاق مكوك الفضاء الروسي سويوز من مركز بايكونور الفضائي في كازخستان في 18 سبتمبر 2006.

مركز فضاء (بالروسية: космический центр) و(بالإنجليزية: Space center)‏ هو مؤسسة حكومية تختص بجميع النشاطات والأبحاث ذات الصلة بالفضاء الخارجي والظواهر الكونية. وقد يكون مبنى المؤسسة واقعاً في ملكية عامّة أو خاصّة.

## مراكز فضاء

### في روسيا
- مركز باباكين لشؤون الفضاء.
- مركز بايكونور الفضائي.
- مركز تيتوف الفضائي للإختبارات الرئيسية وأنظمة التحكم.

### في الولايات المتحدة
- مركز جودارد للطيران الفضائي.
- مركز جون سي ستينيس الفضائي.
- مركز كينيدي للفضاء.
- مركز لندون بي جونسون للفضاء.
- مركز مارشال لبعثات الفضاء.